# Luigi Graiff
Luigi Graiff (Romeno, 1 de octubre de 1921-Parkati, 11 de enero de 1981) fue un sacerdote misionero italiano católico, que desempeñó su trabajo pastoral en diversas misiones africanas, especialmente en Kenia. Conocido especialmente por su papel de mediación entre tribus enemigas. Fue asesinado en una estación de gasolina en Parkati, Kenia, por un grupo de bandidos en medio de guerras étnicas.

## Biografía
Luigi Graiff nació en Romeno, provincia de Trento (Italia), el 1 de octubre de 1921. En 1934 inició sus estudios secundarios con los Misioneros de la Consolata. Decidió ingresar en la congregación y con ellos se completó su formación filosófica y teológica, en el Seminario Mayor de Turín. Fue ordenado sacerdote el 8 de diciembre de 1949 y poco después enviado a Kenia, donde trabajó en la diócesis de Nyeri hasta 1963. En el país africano, Graiff desarrolló un trabajo de desarrollo social y de evangelización en Archer's Post y Laisamis, entre los Samburu y los Rendille, durante los años difíciles de la revuela Mau Mau. En los doce años que estuvo a cargo de la misión de Laisamis, construyó una iglesia, un hospital y una escuela primaria. El trabajo por el que resalta este sacerdote católico era el intento de pacificación entre tribus enfrentadas por años de disputas. El enfrentamiento era alimentado por personas que se beneficiaban del negocio de las armas, la policía local no hacía nada por miedo y gobierno callaba sobre el conflicto.
Graiff fue trasladado a la Misión Católica de South Horr, donde pasó los últimos años de su vida misionera. En ella se dedicó a la ayuda de la tribu turkana, nómadas amenazados periódicamente por el hambre, las enfermedades y las incursiones de los bandidos Ngorokos. La presencia del misionero era una amenaza para los intereses de la organización criminal. Graiff fue asesinado por bandidos de esa organización, el 11 de enero de 1981, cuando venía de celebrar la Eucaristía en la Misión de Tuum, en la estación de Parkati. Fue enterrado en Maralal. En 2010, los Misioneros de la Consolata, reclamaban a la justicia keniata, que el caso de Graiff, aún no estaba resuelto y se había dejado en el olvido.